# Bruce Dinwiddy
Bruce Dinwiddy, né le 1er février 1946 à Epsom en Angleterre et mort le 1er avril 2021, est un homme politique britannique, gouverneur des îles Caïmans de mai 2002 à octobre 2005.